# Сосна чешуйчатая
Сосна чешуйчатая (лат. Pinus squamata) — вид вечнозеленых хвойных деревьев рода Сосна семейства Сосновые (Pinaceae). Эндемичный вид встречается только в одном месте в северо-восточной части китайской провинции Юньнань и насчитывает около 36 экземпляров, из которых около 20 — взрослые. Таким образом, это, вероятно, самый редкий вид сосны и одно из самых редких хвойных деревьев. В Красной книге МСОП вид классифицируется как «находящийся под критической угрозой исчезновения».

## Ботаническое описание
Вечнозеленое дерево, достигающее высоты до 20 метров. Ствол прямостоячий и достигает диаметра на высоте груди до 60 см, но старых деревьев не известно. Кора ствола гладкая, твёрдая и отделяется неравномерными тонкими чешуйками, обнажая светлые желтоватые пятна, которые впоследствии становятся серо-зелёными и приобретают различные оттенки коричневого, образуя на стволе многоцветный рисунок как у близкородственных сосны Бунге и сосны Жерарда. Основные ветви растут в ложных мутовках, раскидистые или восходящие, образуя коническую или округлую, открытую крону. Игольчатые веточки тонкие, гладкие, вначале бледно-красновато-коричневые, позже серо-коричневые, густо желто-коричневые или серо-коричневые волосистые или безволосые.
Вегетативные почки смолистые, яйцевидные, длиной до 10 миллиметров. Стебли красновато-коричневые, расположены как черепица, треугольно-ланцетные.
Хвоинки растут по четыре или пять штук в хромом, базальном игольчатом влагалище. Они светло-зеленые, жесткие или гибкие, раскидистые, длиной от 9 до 17 сантиметров, с широкотреугольным поперечным сечением и диаметром около 0,8-1,0 миллиметра. Край иглы мелко зазубрен, конец заострён. На всех сторонах игл имеются стоматы. У поверхности формируется один пучок кондуитов и от трех до пяти крупных смоляных каналов.
Пыльцевые шишки растут спирально расположенными удлиненными группами на молодых побегах в пазухах широких семяпочек. Имеют яйцевидно-цилиндрическую форму и длину от 10 до 15 миллиметров.
Семенные шишки растут поодиночке, вертикально или горизонтально на ножке длиной 1,5-2,0 см. Вначале они зелёные, затем становятся бурыми, яйцевидно-конические в закрытом состоянии, широкояйцевидные в открытом, длиной от 7 до 8-10 сантиметров и диаметром 5-6 сантиметров. Падают с дерева, когда созревают. От 100 до 120 семенных чешуй удлиненно-эллиптические, деревянистые и жёсткие, длиной около 2,7 см и шириной около 1,8 см. Апофиз утолщен, имеет широко ромбические очертания и поперечный киль. Треугольный умбо расположен дорсально, он мелкий или более или менее вдавленный и не имеет шипа.
Чёрно-полосатые семена продолговатые или обратнояйцевидные, слегка приплюснутые, длиной 8-10 миллиметров и диаметром около 5 миллиметров. Семенное крыло длиной 15 миллиметров, суставчатое, с чёрными полосами.
Опыление происходит в апреле и мае, семена созревают в сентябре и октябре из двухлетних шишек.

## Распространение и экология
Эндемик, встречается только в одном месте в уезде Цяоцзя на северо-востоке китайской провинции Юньнань.
Сосна чешуйчатая — очень редкий вид, произрастающий на высоте почти 2200 метров на склоне горы с открытым лесом и лугом с кустарниками, нарушенным человеком. Встречается вместе с сосной юньнаньской и различными лиственными деревьями. Ареал классифицируется как зона зимней суровости 9, со среднегодовыми минимальными температурами между −6,6 и −1,2 °C.
В Красной книге МСОП 2010 года сосна чешуйчатая классифицируется как «Находящийся под критической угрозой исчезновения» из-за очень ограниченного ареала и очень маленькой популяции, насчитывающей всего 36 экземпляров, из которых от 18 до 20 — взрослые особи. Другой подсчёт предполагает наличие всего 29 экземпляров, из которых только 18 имеют шишки. Район распространения находится на частично обезлесенном северо-западном склоне и окружен подверженными пожарам лугами и кустарниками. Дополнительная опасность возникает при гибридизации с сосной юннаньской. В суровую зиму 2008 года три особи погибли из-за сильного снегопада. Однако сейчас эта территория является природным заповедником, и деревья строго охраняются. При поддержке местных лесников было выращено несколько молодых деревьев, которые впоследствии будут посажены в районе распространения (по состоянию на 2010 год).

## Систематика и история исследований
Сосна чешуйчатая была впервые обнаружена в 1991 году Pangzhao J.Q., изучена ботаником Сян-Ван Ли в 1991 году, и впервые описана им в 1992 году в «Acta Botanica Yunnanica». Видовой эпитет «чешуйчатый» (лат. squamata) относится к чешуйчатой коре старых деревьев. Синонимом Pinus squamata X.W.Li является Pinus bungeana subsp. squamata (X.W.Li) Silba.
Чешуйчатая кора, форма хвои и структура семенных шишек указывают на родство с сосной Бунге и сосной Жерарда, двумя другими видами подсекции Gerardianae. Вид отличается более тёмной корой, более длинной хвоей, которая растет четверками или пятерками в ножнах, и большим, функциональным семенным крылом. Эти признаки встречаются и у видов подсекции Strobus.

## Использование
Вид не используется в коммерческих целях. Представлен в ботанических садах. Может использоваться в декоративных целях в тёплом климате.